# Орхомен Младший
Орхомен (др.-греч. Ὀρχομενός) — персонаж древнегреческой мифологии.
По одной из версий, сын Миния из рода Орхомена Старшего. В его царствование к нему прибыл Гиетт из Аргоса, ему уступлена часть земли. Сына Орхомена упоминает Гесиод. По другим версиям, он назван сыном Зевса или Этеокла и Гесионы, дочери Даная, в этой версии он отец Миния.
Отец Элары. Дед Копрея.